# Demonax albosignatus
Demonax albosignatus är en skalbaggsart som beskrevs av Charles Joseph Gahan 1906. Demonax albosignatus ingår i släktet Demonax och familjen långhorningar.
Artens utbredningsområde är:
- Laos.
- Burma.

Inga underarter finns listade i Catalogue of Life.